# Hamacuna gibbosa
Hamacuna gibbosa är en musselart som först beskrevs av Powell 1937.  Hamacuna gibbosa ingår i släktet Hamacuna och familjen Carditidae. Inga underarter finns listade i Catalogue of Life.